# Bom Conselho
Bom Conselho é um município brasileiro do estado de Pernambuco, localizado na Região Nordeste do país. Pertence à Mesorregião do Agreste Pernambucano e a Microrregião de Garanhuns. Dista aproximadamente 282 km da capital do estado, Recife, 36 km de Garanhuns, 28 km de Palmeira dos Índios, no estado de Alagoas e 176 km da capital alagoana, Maceió. Sua população, conforme estimativas do IBGE de 2018, era de 58 336 habitantes.

## História

### Primeiros povos e invasão holandesa (1630-1654)
As terras onde atualmente localizam-se o município de Bom Conselho, foram inicialmente habitadas pelas tribos Xucuru e Fulni-ô.
Em 1630, no período da invasão holandesa, organizou-se na localidade um quilombo, conhecido como Quilombo de Pedro Papa-Caça que atualmente chama-se Quilombo de Angico. O nome se referia à estratégia utilizada pelos habitantes de esconderem-se nas matas, cultivando mais a caça do que a agricultura.
Sabe-se que durante vários meses, o Capitão holandês Johannes Blaer van Rijnbach ou João Blaer (em português) permaneceu nas terras onde atualmente correspondem a região do Bulandi, em Bom Conselho, com o objetivo de descrever e destruir o Quilombo dos Palmares, juntamente com Bartolomeu Lintz e sob ordem do Governo de Johan Maurits van Nassau-Siegen ou Maurício de Nassau, como era conhecido. Era a “Guerra do Mato”, já em 1645.
Em 1645, a comunidade foi desmantelada pela expedição militar chefiada por Johannes Blaer van Rijnbach, que estabeleceu ali uma colônia holandesa. Com o triunfo da Insurreição Pernambucana, que levou às duas batalhas do Guararapes, a primeira em 19 de abril de 1648 e a segunda em 19 de fevereiro de 1649, respectivamente, terminou o domínio holandês sobre o Nordeste brasileiro, culminando na partida dos últimos navios holandeses em 1654. No entanto, é de conhecimento público que boa parte dos colonizadores oriundos dos Países Baixos decidiram permanecer no Brasil, como o caso da família Holanda, ainda existente no município.

### Final do século XVII até atualmente
Durante o final do século XVII e início do século XVIII, espalharam-se rumores que Johannes Blaer van Rijnbach teria enterrado um tesouro nesta região, e em meados de 1680, um grupo de holandeses sob a liderança de René Belosch, que tinha posse de um suposto mapa que revelava a localização deste tesouro, vieram para Bom Conselho, onde por sua vez começaram a cavar e construir abrigos no topo de uma serra. Após alguns anos morando em cavernas, esse grupo, tendo sido perseguido por portugueses e luso-brasileiros, fugiram para Alagoas e de lá seguiram rumo desconhecido, abandonando sua busca.
As terras do atual município se tornaram uma uma sesmaria concedida a Jerónimo de Burgos de Sousa e Eça e, em 23 de julho de 1712, foi vendida para o português de origem judia e convertido ao cristianismo Manuel da Cruz Vilela, que deu início à organização da fazenda Papa-Caça. É também especulado que a família Vilela teria vindo para a localidade a fim de procurar ao suposto tesouro de van Rijnbach, e que por muitos anos e gerações se dedicou a esta tarefa, no entanto sem obter sucesso.
Após o falecimento de Manuel da Cruz Vilela, seu filho Antônio Anselmo da Costa Vilela assumiu as fazendas e associando-se a Joaquim Antônio da Costa, deu início ao povoamento de Bom Conselho. Com o crescimento da população, em 1887, transformou-se em freguesia.
A partir de 1860 passou a denominar-se Bom Conselho em razão da construção do monumental Colégio Nossa Senhora do Bom Conselho, o primeiro educandário de grande porte para a educação feminina no Nordeste e por sugestão de Frei Caetano de Messina, capuchinho italiano, natural de Messina. É célebre sua frase: "Educando-se uma menina, educa-se uma mãe; educando-se uma mãe, transforma-se uma sociedade".
Em 3 de agosto de 1892, Bom Conselho tornou-se município autônomo, através da Lei provincial nº 52. Seu primeiro governo municipal foi empossado em 28 de dezembro do mesmo ano, data em que ocorre anualmente a festa de emancipação de Bom Conselho.

## Geografia
Localiza-se a uma latitude 09º10'11" sul e a uma longitude 36º40'47" oeste, estando a uma altitude de 654 metros. Possui uma área de  786,2 km².
O município está incluído na área geográfica de abrangência do semiárido brasileiro, definida pelo Ministério da Integração Nacional em 2005. Esta delimitação tem como critérios o índice pluviométrico, o índice de aridez e o risco de seca.
O município está inserido em sua maior parte no Planalto da Borborema, com relevo suave e ondulado. Ao sul, parte da área insere-se na Depressão Sertaneja. A vegetação nativa é composta por caatinga hiperxerófila com trechos de floresta Caducifólia.
Segundo a APAC - Agência Pernambucana de Águas e Clima, o município está inserido no Grupo de Bacias de Pequenos rios interiores 1 - GI1, tendo como principais cursos d´água, os rios Traipu, Paraíba e o Riacho Seco, com extensões aproximadas de 12 km, 46 km e 90 km, respectivamente. O riacho Seco constitui o principal afluente do rio Paraíba, servindo de divisa entre os municípios de Bom Conselho e Lagoa do Ouro. Uma parte dos cursos d’água originários do GI1, situados a oeste do rio Paraíba, escoam para o rio São Francisco, a exemplo do rio Traipu, enquanto os demais deságuam no Oceano Atlântico.
O microclima do município possui três regiões distintas: o sertão, o agreste e a mata. O sertão ocorre próximo aos municípios de Saloá, Iati (PE), Minador do Negrão e Palmeira dos Índios (AL) e aí desenvolve-se a agricultura de sequeiro. O clima característico do agreste é observado próximo aos municípios de Terezinha e Saloá. As principais atividades econômicas neste microclima são a pecuária, o extrativismo e a cultura de café, algodão, milho, feijão e leguminosas nativas. Na fronteira com Lagoa do Ouro (em Pernambuco) e Palmeira dos Índios e Quebrangulo (Alagoas), observa-se clima próprio da zona da mata possui nascentes e remanescentes da mata atlântica.

## Distritos
O município é formado por 7 distritos, além da sede, são eles:
- Barra do Brejo
- Cachoeira do Pinto
- Caldeirões dos Guedes
- Igreja Nova
- Lagoa de São José
- Logradouro dos Leões
- Rainha Isabel

## Bairros
- Alto do Vera Cruz;
- Boa Vista - Parmalat;
- Cohab;
- José Araújo Tenório - Vavá;
- Nossa Senhora de Fátima - 50 casas;
- Novo Jardim;
- Avenida Santa Teresinha - Serra;
- São Rafael - Cigano;
- São Vicente;
- Ceru;
- Cidade de Deus;
- Santiago.

## Potencialidades de turismo, visitação e economia
- Corredeira "Poço da Nêga"
- Açude da Nação;
- Cavalgada de Nossa Senhora do Bom Conselho - Inicio do ano;
- Carnaval de Zé Puluca
- Forrobom - (Junho);
- Caverna dos Holandeses;
- Cachoeira do Pinto;
- Cachoeira da Rainha Isabel;
- Igreja do Colégio de Nossa Senhora do Bom Conselho;
- Furna de Maria Dantas;
- Mirante de Santa Terezinha;
- Lactalis indústria de lacticínios.

## Cidadãos Célebres
- Pedro de Lara, Radialista
- Marechal Dantas Barreto, Militar
- Zé Puluca, Maestro
- Basto Peroba,Safoneiro
- Audálio Ferreira,Ex-Prefeito e Comerciante de Grãos
- Dr. Hélio Urquisa, Ex-Deputado,Advogado e Empresário
- Coronel José Abílio, Coronel e Prefeito da cidade